# Riley Fitzsimmons
Riley Fitzsimmons (27 de julho de 1996) é um canoísta australiano.

## Carreira
Fitzsimmons foi um campeão salva-vidas e começou a praticar caiaque para melhorar suas habilidades de surf ski. Sua maior influência, ele acredita, é Lachlan Tame, medalhista de bronze olímpico australiano.
Nos Jogos Olímpicos de Verão de 2024, em Paris, conquistou a medalha de prata na competição do K-4 500 m masculino, ao lado de Pierre van der Westhuyzen, Jackson Collins e Noah Havard, com o tempo de 1:19.84.